# Клюшниково (Ленинградская область)
Клюшниково — деревня в Шугозёрском сельском поселении Тихвинского района Ленинградской области.

## История

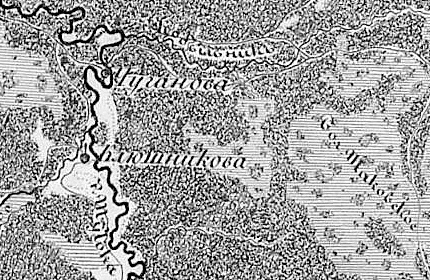
Деревня Клюшниково на карте 1847 года

КЛЮШНИКОВО — деревня Чугановского общества, прихода Явосемского погоста. Река Явосьма. 

Крестьянских дворов — 5. Строений — 8, в том числе жилых — 5. 

Число жителей по семейным спискам 1879 г.: 14 м. п., 12 ж. п.; по приходским сведениям 1879 г.: 14 м. п., 8 ж. п.

В конце XIX — начале XX века деревня административно относилась к Кузьминской волости 2-го земского участка 2-го стана Тихвинского уезда Новгородской губернии.

КЛЮШНИКОВО — деревня Чугановского общества, дворов — 8, жилых домов — 12, число жителей: 17 м. п., 18 ж. п.
 
Занятия жителей — земледелие, рубка и сплав леса. Река Явосьма. Часовня, кузница. (1910 год)

По сведениям на 1 января 1913 года в деревне было 35 жителей из них детей в возрасте от 8 до 11 лет — 4 человека.
Согласно карте Ленинградской области Северо-западного аэрогеодезического треста ГГУ издания 1932 года деревня насчитывала 4 крестьянских двора. В деревне находилась часовня, к северу и кюгу от деревни находились две мукомольных водяных мельницы:
| Внешние изображения | Внешние изображения                   |
| ------------------- | ------------------------------------- |
|                     | Деревня Клюшниково на карте 1932 года |

По данным 1933 года деревня называлась Ключниково и входила в состав Заречского сельсовета Капшинского района.
По данным 1966 и 1973 годов деревня Клюшниково также входила в состав Заречского сельсовета Тихвинского района.
По данным 1990 года деревня Клюшниково входила в состав Ганьковского сельсовета.
В 1997 году в деревне Клюшниково Ганьковской волости проживали 3 человека, в 2002 году — 4 человека (все русские).
В 2007 году в деревне Клюшниково Шугозёрского СП проживали 3 человека, в 2010 году — 5.

## География
Деревня расположена в восточной части района на автодороге 41К-889 (Шугозеро — Заречье).
Расстояние до административного центра поселения — 13 км.
Расстояние до ближайшей железнодорожной станции Тихвин — 84 км.
Деревня находится на левом берегу реки Явосьма.

## Демография
| 2007 | 2010 | 2017 |
| ---- | ---- | ---- |
| 3    | ↗5   | ↘3   |

### Национальный состав
Согласно данным Всероссийской переписи населения 2021 года в деревне проживали 3 человека, все русские.

## Улицы
Добровольцев.